# Amor Bandido
Amor Bandido é um filme brasileiro de 1979, do gênero policial, dirigido por Bruno Barreto. De estética crua e suja, retrata o submundo do Rio de Janeiro. O roteiro é de José Louzeiro e Leopoldo Serran.

## Sinopse
Um jovem marginal bem apessoado, que ganha a vida roubando e assassinando friamente motoristas de táxi, se apaixona por uma prostituta, filha de um delegado de polícia.[carece de fontes?]

## Elenco
- Paulo Guarnieri .... Toninho
- Cristina Aché .... Sandra
- Paulo Gracindo .... Galvão
- Ligia Diniz .... Solange
- Flávio São Thiago .... Darcy
- Hélio Ary .... veterinário
- Vinícius Salvatori .... Paranhos
- José Dumont .... testemunha
- Roberto Husbands .... Itamar
- Ana Maria Miranda
- André Filho
- Alvimar Aparecido
- Carlos Augusto
- Carlos Bahia
- Leovegildo Cordeiro
- Márcio de Carvalho

## Produção
O título do filme é uma referência a um verso da canção de Roberto Carlos e Erasmo Carlos, Amada Amante, que não pôde ser o título desse filme pois o diretor Cláudio Cunha o usara para um filme dele no ano anterior. O cantor, por quem a citada prostituta tinha grande admiração, aparece rapidamente em uma cena, cantando um trecho da canção.[carece de fontes?]